# 6790 Pingouin
6790 Pingouin (1991 SF1) là một tiểu hành tinh vành đai chính được phát hiện ngày 28 tháng 9 năm 1991 bởi S. Otomo ở Kiyosato.